# Acrocera rhodesiensis
Acrocera rhodesiensis är en tvåvingeart som beskrevs av Evert I. Schlinger 1960. Acrocera rhodesiensis ingår i släktet Acrocera och familjen kulflugor.
Artens utbredningsområde är Zimbabwe. Inga underarter finns listade i Catalogue of Life.